# Solfläckscykeln
Solfläckscykeln är tidsperioden mellan ett tillfälle då antalet solfläckar når sitt maximum och nästa gång det inträffar. Antalet solfläckar varierar kraftigt med en cykel om i medeltal drygt elva år. Tar man hänsyn till den samtidigt inträffande polomkastningen finner man att perioden i stället bör sättas till det dubbla, något över 22 år. Cykeltiden kan variera åtskilligt från period till period. Den hittills kortaste noterade perioden var sju år och den längsta fjorton år. Man började räkna solfläckar systematiskt under början av 1700-talet. 
Sedan december 2019 befinner vi oss i cykel 25. Den väntas pågå till ungefär 2030.

## Historia
Solfläckscykeln upptäcktes 1843 av den tyske astronomen Samuel Heinrich Schwabe. Efter 17 år av observationer märkte Schwabe en periodisk variation i det genomsnittliga antalet solfläckar sett från år till år på solskivan.
Rudolf Wolf sammanställde och studerade dessa och andra observationer och lyckades utföra en historisk rekonstruktion av solfläcksaktiviteten som sträckte sig tillbaka till början av sextonhundratalet.

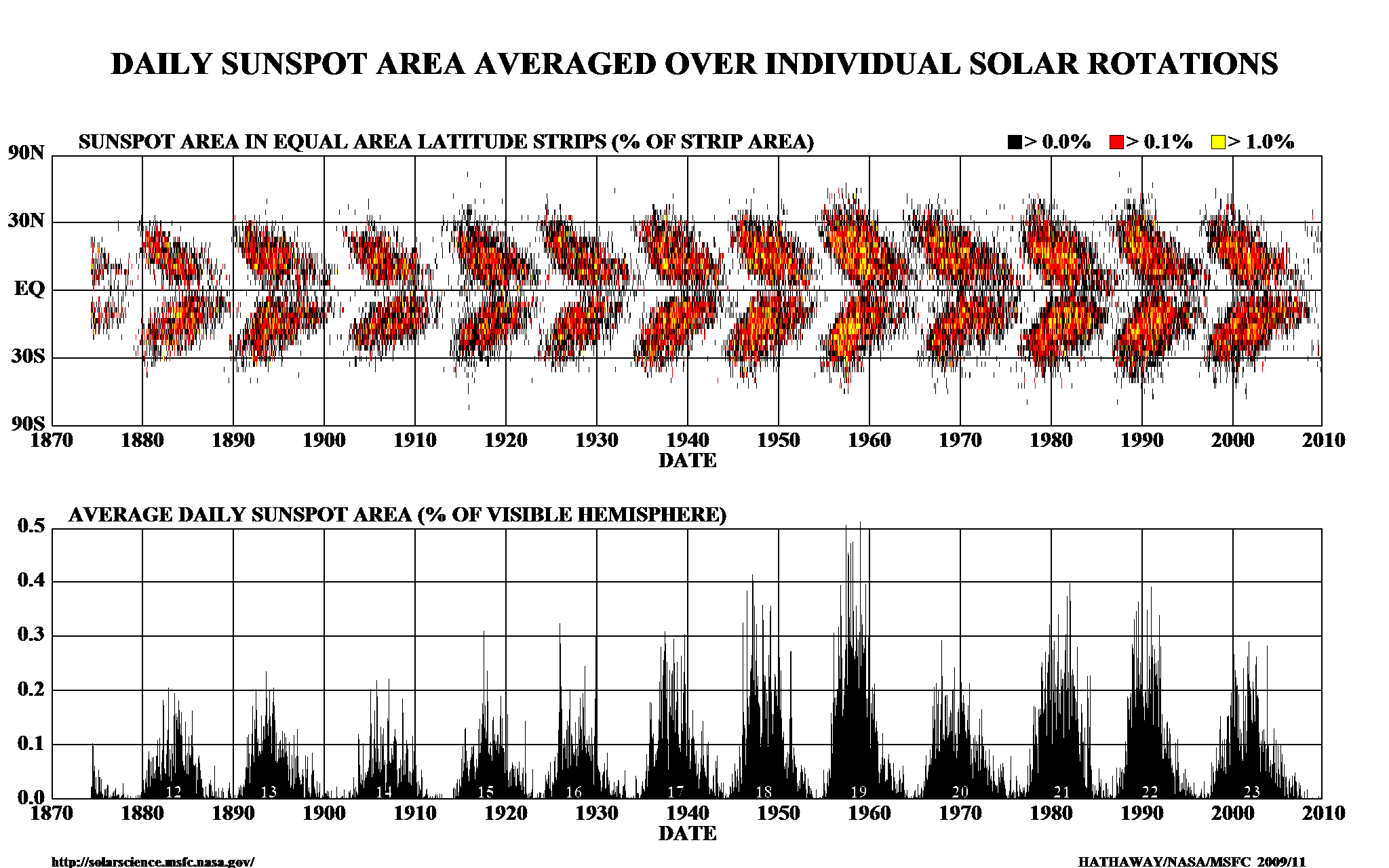
Fjärilsdiagram som visar antalet solfläckar som funktion av tid och av latitud på solen.

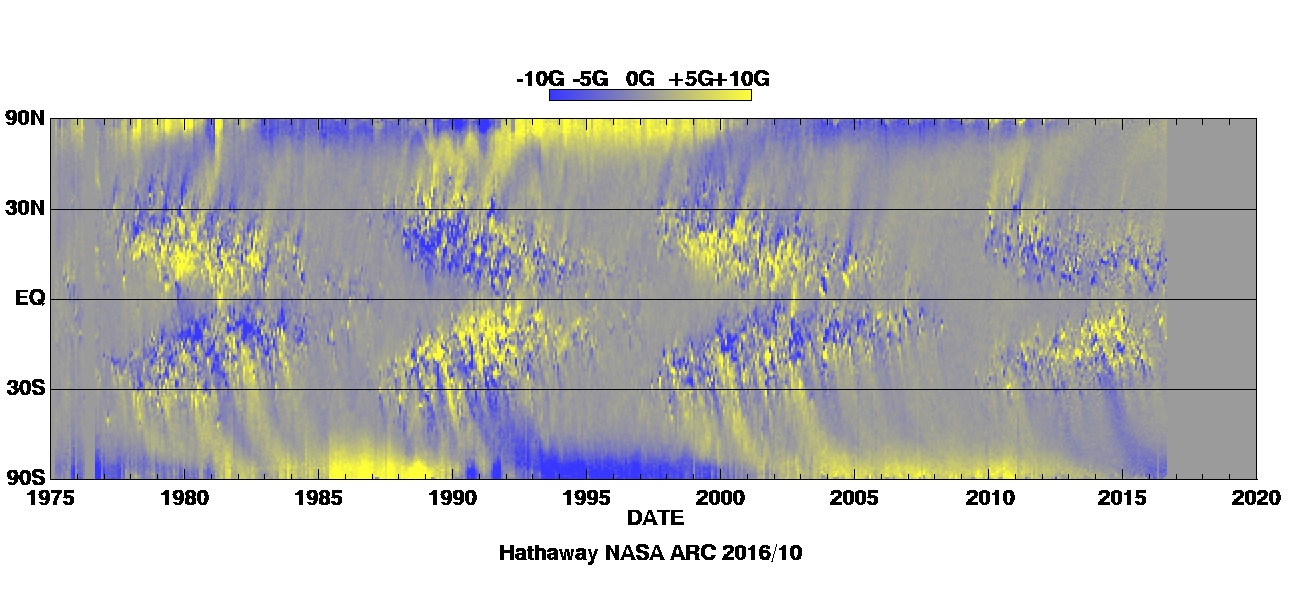
Tids- och sollatitudsdiagram över den radiella delen av solens magnetfält.

Tills nyligen trodde man att det var 28 cykler på 309 år, mellan 1699 och 2008.
Detta gav en genomsnittlig längd på 11,04 år. Senare forskning har visat att den längsta av dessa, 1784–1799, verkar ha varit två cykler. 
En ny cykel ska ha börjat år 1793. Denna upptäckt kortar ner den genomsnittliga längden till cirka 10,66 år. Cykler så korta som 7 år och så långa som 14 år har observerats. Betydande variationer i amplituden förekommer också. Sol- maximum och sol- minimum avser de perioder med mest respektive minst solfläcksaktivitet i solcykeln. 
Efter Wolfs numrerade schema, har cykeln mellan 1755 och 1766 traditionellt blivit numrerad som ”1”. Under perioden 1645-1715 observerades väldigt få solfläckar. Detta är ett särdrag som till skillnad från artefakt grundad på oönskad dataförändring, istället beror på att data saknas och tiden sammanfaller med den "Lilla istiden". Det var en märklig händelse som först noterades av Gustav Spörer och blev sedan grundligt utforskad av Edward Walter Maunder. Epoken blev känd som Maunders minimum. Under andra hälften av artonhundratalet noterade också Spörer tillsammans med Richard Christopher Carrington att med solfläckscykelns gång, uppträder solfläckar först i medellatituderna (latituder omkring 30 grader) och sedan närmare och närmare ekvatorn tills sol-minimum nås. Detta mönster visualiseras bäst med hjälp av fjärilsdiagram, som först konstruerats av E. Walter Maunder och hans fru Annie Scott Dill Maunder (se grafen till höger).
Den fysiska grunden för solcykeln var klarlagd i början av nittonhundratalet av George Ellery Hale med medarbetare, som 1908 visade att solfläckar var starkt magnetiserade. Detta var den första upptäckten av magnetiska fält utanför jorden. 1919 påvisades att den magnetiska polariteten för solfläckspar:
- Alltid är densamma i en viss solhemisfär i en viss solfläckscykel.
- Ligger mittemot hemisfären under en cykel;
- Vänder sig på båda hemisfärerna från en solfläckscykel till nästa.

Hales observationer visade att solcykeln är en magnetisk cykel med en genomsnittlig löptid på 22 år. Men eftersom nästan alla yttringar av solcykeln är okänsliga för magnetisk polaritet återstår det vanligt förekommande att tala om "11-åriga solcykeln".
Harold Babcock och hans son Horace Babcock visade att solens yta är magnetiserad även på utsidan av solfläckar, som också genomgår polaritetreverseringar med samma period som solfläckscykel (se grafen nedan). Dessa olika iakttagelser fastställer att solcykeln är en spatiotemporalmagnetisk process som utvecklar sig över solen som en helhet.

## Fenomen, mått och orsaker
Fläckar från olika cykler kan existera samtidigt under en tid, och eftersom man har upptäckt att solen växlar polaritet från en halv solcykel till nästa, kan man skilja på fläckar från olika cykler. 
Det tar några månader för ett definitivt beslut om det verkliga datumet för solminimum att tas, vilket tillkännages av de berörda expertmyndigheterna. 
En av huvudmyndigheterna är SIDAC (the Solar Influences Data Analysis Center) som ligger i Belgien, och samarbetar med till exempel NASA och ESA. 
Den viktigaste informationen idag kommer från SOHO (ett projekt med internationellt samarbete mellan ESA och NASA) såsom MDI magnetogrammet, där solens ”ytliga” magnetfält kan ses. 
Man debatterar fortfarande om de grundläggande orsakerna till variationer av solaktiviteten och solcykler. Några forskare tänker att det är en koppling mellan tidvatteneffekter och gasjättarna Jupiter och Saturnus eller också solens tröga rörelser.

## Solcykelns effekter
Solens magnetfält strukturerar solens atmosfär och yttre lager hela vägen från koronan till solvinden. Magnetfältets variationer kan leda till en mängd olika fenomen som tillsammans kallas solaktivitet. All solaktivitet anpassas efter solens magnetiska cykel, eftersom magnetismen fungerar som energikälla och dynamisk motor för solaktiviteten.

### Ytmagnetism
Solfläckar kan existera från några dagar upp till några månader, men till slut kommer de att förstöras. När de gör det frigörs magnetism i solens fotosfär. Det här magnetfältet skingras och rörs om med turbulent konvektion och storskaligt solflöde. De här transportmekanismerna leder till ackumulation av de magnetiserade sönderfallsprodukterna vid höga sollatituder, och så småningom växlar polariteten av polära fält (se hur de blå och gula fälten växlar i diagrammet ovan) 
Den dipolära delen av solens magnetfält är observerad att byta polaritet ungefär vid tiden för solmaximum, och når maximal styrka vid solminimum. Solfläckar däremot, bildas av ett starkt toroidalt magnetfält i solens inre. Fysiskt kan solcykeln ses som en regenerativ cirkel där de toroidala delarna tillverkar poloidala fält, som senare tillverkar en ny toroidal del med omvänd polaritet från den ursprungliga toroidala delen, som sedan tillverkar ett nytt poloidalt fält med omvänd polaritet, och så vidare. 

## Källhänvisningar
Den här artikeln är helt eller delvis baserad på material från engelskspråkiga Wikipedia, Solar cycle, 28 februari 2011.
1. ↑  National Weather Service. ”Hello Solar Cycle 25”. https://www.weather.gov/news/201509-solar-cycle. Läst 2 oktober 2022.
2. ↑  Odenwald, Sten (2 september 2016). ”Waiting for the next sunspot cycle: 2019-2030”. The Huffington Post. https://www.huffingtonpost.com/dr-sten-odenwald/waiting-for-the-next-suns_b_11812282.html. Läst 2 oktober 2022.
3. ↑  Usoskin, Ilya G.; Mursula, Kalevi; Arlt, Rainer; Kovaltsov, Gennady A. (15 juli 2009). ”A solar cycle lost in 1793–1800: Early sunspot observations resolve the old mystery”. The Astrophysical Journal. https://iopscience.iop.org/article/10.1088/0004-637X/700/2/L154. Läst 12 februari 2011.
4. ↑  "Centuries-old sketches solve sunspot mystery", New Scientist, 14/2-2011.
5. ↑  "Solar cycles 1 to current" på solen.info
6. ↑  NASA finally warns public about 2012 solar storm, Gyandotcom artikel, 26/2-2011.